# Dilemme cornélien
Pour les articles homonymes, voir Dilemme et Corneille.
Un dilemme cornélien ou choix cornélien ou conflit cornélien est une expression française déclinée de l’œuvre du XVIIe siècle du dramaturge français Pierre Corneille, impliquant la notion d'un dilemme à double contrainte extrême, complexe, ou impossible à résoudre, entre deux valeurs contradictoires de philosophie morale aussi importantes l'une que l'autre, à l'origine d'un conflit psychique opposant généralement la raison aux sentiments, entre, par exemple, l'amour et l'honneur, ou le désir et le devoir,,,,,, avec un éventuel dénouement possible heureux.

## Explication de l'expression
Il ne s'agit pas d'une alternative, non négative en soi, et qui permet un choix entre deux options qui intéressent celui qui agit, mais d'un dilemme (du grec ancien δίλημμα, dilemma, composé de δι-, di- « double » et λῆμμα, lêmma « proposition ») qui, quelle que soit l'option choisie, aura, du fait même du choix réalisé, des conséquences négatives, voire tragiques.
Le dilemme « cornélien » est nommé du nom de l’œuvre du dramaturge Pierre Corneille, qui l'expose dans plusieurs de ses tragédies, notamment Le Cid, Cinna, et Polyeucte. Dans la pièce Le Cid, Rodrigue, qui doit épouser Chimène qui l'aime et dont il est amoureux, doit venger l'honneur de son père « bafoué » par le père de Chimène. La querelle des deux vieillards compromet la destinée des deux jeunes gens : si Rodrigue obéit à la volonté de son père et à son devoir, il doit tuer en duel le père de sa promise en perdant son amour ; Chimène, malgré ses sentiments pour Rodrigue, ne peut alors plus l'épouser et doit à son tour venger son père en demandant sa tête au roi. S'il choisit l'amour plutôt que la vengeance, il manque à son devoir et portera toute sa vie la marque du déshonneur et de la lâcheté,.
Il faut venger un père, et perdre une maîtresse.

L’un m’anime le cœur, l’autre retient mon bras.

Réduit au triste choix ou de trahir ma flamme,

Ou de vivre en infâme...
Dans la célèbre tirade « les stances du Cid » (Acte I, scène 6, monologue dans lequel le Cid exprime des sentiments graves,) Corneille évoque la réflexion psychologique complexe et douloureuse du héros, écartelé entre les deux choix qui s'offrent à lui. Rodrigue choisit finalement le devoir filial, au détriment de l'amour (la tragédie se dénoue finalement de façon heureuse, et Rodrigue reçoit du roi la main de Chimène).
Dans la tragédie Horace de Pierre Corneille, Camille doit assister à l'affrontement entre son amant et son frère, avec la mort inévitable de l'un des deux.
Dans la tragédie Hamlet de 1603, de William Shakespeare, le prince Hamlet se pose le célèbre conflit cornélien To be, or not to be (Être ou ne pas être) :
Être, ou ne pas être, telle est la question :

est-il plus noble dans l'esprit de souffrir

les frondes et les flèches d'une fortune scandaleuse,

ou de prendre les armes contre une mer de troubles,

et en s'y opposant pour y mettre fin :

mourir, ne dors plus; et par un sommeil, pour dire qu'on finit

Le chagrin d'amour, et les mille secousses naturelles

dont la chair est l'héritière ?... 

## Intérêt et usage de la notion
Le dilemme cornélien est un thème de prédilection de nombreuses intrigues d’œuvres de littérature ou de cinéma, qui permet de cristalliser un nœud dramatique intense, parfois violent, avec un dénouement éventuellement inattendu et heureux.
D'autres cultures connaissent l'équivalent du dilemme cornélien. C'est le cas, par exemple, de la littérature japonaise, avec la notion de giri-ninjo : il s'agit de l'opposition entre les obligations morales et sociales du devoir et son conflit avec les sentiments personnels. Ce conflit était souvent le moteur de l'intrigue dans le théâtre traditionnel, puis dans le cinéma japonais.
Dans l'album de bande-dessinée Le Domaine des dieux de 1971, les auteurs font un jeu de mots humoristique lorsqu'Astérix expose que la construction d'un bâtiment va occasionner des problèmes aux corneilles, et que le druide Panoramix répond qu'en effet, il y a là « un problème cornélien ».
Dans la langue parlée familière, l'expression a tendance à élargir son sens, étant utilisée pour évoquer un choix quelconque difficile, quelles que soient les valeurs en jeu.

## Quelques personnages de fiction face à un dilemme cornélien

### XVIesiècle
- Roméo et Juliette, de William Shakespeare, avec l'amour « interdit » entre Juliette Capulet et Roméo Montaigu, membres de deux familles guelfes et gibelins historiquement rivales irréconciliables.

### XVIIesiècle
- Polyeucte, dans la tragédie du même nom (Pierre Corneille)
- Cinna, dans la tragédie du même nom (Pierre Corneille)
- Rodrigue, dans Le Cid (Pierre Corneille)
- Andromaque, dans la tragédie du même nom (Jean Racine)
- Britannicus, dans la tragédie du même nom (Jean Racine)
- Titus, partagé entre la gloire et son amour pour Bérénice (Jean Racine)
- Médée, dans la tragédie du même nom (Pierre Corneille) : partagée entre son désir de vengeance et son amour maternel
- La Princesse de Clèves, dans le roman du même nom (Madame de La Fayette) : partagée entre la promesse faite à sa mère sur son lit de mort et l'amour qu'elle ressent pour le Duc de Nemours

### XVIIIesiècle
- Annibal, dans la tragédie du même nom (Marivaux).

### XIXesiècle
- 1847 : Carmen, de Prosper Mérimée (et Carmen (opéra), de Georges Bizet) avec le dilemme cornélien de Don José de se laisser entraîner consciemment dans un amour fou pour Carmen, obscur, tragique, et fatal pour les deux amoureux (L'amour est un oiseau rebelle[15])
- 1908 : Aurora, opéra d'Ettore Panizza (en)

### XXesiècle
- 1936 : Le Dernier Amour d'Arsène Lupin, de Maurice Leblanc.
- 1952 : Les Deux Étendards, de Lucien Rebatet.
- 1952 : Le train sifflera trois fois, western de Fred Zinnemann.
- 1961 : Le Cid, d'Anthony Mann, avec Charlton Heston et Sophia Loren[16].
- 1963 : La Planète des singes, de Pierre Boulle, lorsque le singe Cornélius est partagé entre son amitié et sa rivalité avec Ulysse.
- 1963 : Entre le ciel et l'enfer, d'Akira Kurosawa.
- 1977 : Star Wars, série de films de George Lucas, avec Luke Skywalker et Dark Vador (père et fils) face au dilemme cornélien de se rejoindre mutuellement des côtés opposés lumineux ou obscur de la Force, ou de s'entre tuer (parricide ou infanticide)[17],[18].
- 1979 : Sophie Zawistowska, dans Le Choix de Sophie, de William Styron.

### XXIesiècle
- 2010 : Black Death, film de Christopher Smith.
- 2011 : The Lady, film de Luc Besson.